# Kierim Kierimow
Kierim Alijewicz Kierimow (ros. Керим Алиевич Керимов, azer. Kərim Abbasəli oğlu Kərimov; ur. 14 listopada 1917 w Baku, zm. 29 marca 2003 w Moskwie) – azerbejdżański radziecki inżynier techniki kosmicznej, zaangażowany w radziecki program kosmiczny.

## Życiorys
Do 1936 skończył 10 klas szkoły w Baku, w latach 1936–1939 studiował na Wydziale Energetycznym Nowoczerkaskiego Instytutu Industrialnego, w marcu 1942 ukończył Azerbejdżański Instytut Industrialny. Od kwietnia 1942 służył w Armii Czerwonej, w październiku 1943 ukończył Wydział Uzbrojenia Akademii Artylerii im. Dzierżyńskiego, był starszym technikiem w zakładzie nr 538 w Moskwie, po wojnie pracował w 4 Zarządzie Głównego Zarządu Artylerii Sił Zbrojnych ZSRR jako starszy pomocnik szefa oddziału i główny inżynier wydziału, starszy oficer wydziału, później zastępca szefa (1949–1950) i szef wydziału (1950–1953). Następnie pracował w Głównym Zarządzie Uzbrojenia Rakietowego jako zastępca szefa Zarządu 3, w latach 1955–1959 zastępca szefa Zarządu 1, 1959–1960 szef Zarządu 1, 1960–1963 szef Zarządu 4, a 1963–1965 szef Zarządu 3. Odpowiadał za przeprowadzanie prób międzykontynentalnych rakiet balistycznych, później obiektów kosmicznych wojskowego przeznaczenia, przewodniczył trzem państwowym komisjom ds. doświadczalnych systemów lotniczych „Mołnija-1” i „Meteor-1”. W kwietniu 1965 został szefem Głównego Zarządu Kosmicznego Ministerstwa Budowy Maszyn Ogólnych ZSRR, który zajmował się tworzeniem techniki rakietowej i kosmicznej, w latach 1974–1991 był I zastępcą dyrektora Centralnego Naukowo-Badawczego Instytutu Budowy Maszyn ds. Zarządzania Lotami, jednocześnie 1966–1991 był przewodniczącym Państwowej Komisji ds. Próbnych Lotów Załogowych Statków Kosmicznych. W 1967 otrzymał stopień generała porucznika służby inżynieryjno-technicznej, a w 1984 generała porucznika, w lutym 1991 zakończył służbę. Pochowany na Cmentarzu Wagańkowskim w Moskwie.

## Odznaczenia i nagrody
- Medal Sierp i Młot Bohatera Pracy Socjalistycznej (4 grudnia 1987)
- Order Lenina (dwukrotnie – 17 czerwca 1961 i 4 grudnia 1987)
- Order „Za zasługi dla Ojczyzny” IV klasy (7 stycznia 2001)
- Order Czerwonego Sztandaru Pracy (dwukrotnie – 25 października 1971 i 15 stycznia 1976)
- Nagroda Leninowska (1966)
- Nagroda Stalinowska III klasy (1950)
- Nagroda Państwowa ZSRR (1979)
- Order Czerwonej Gwiazdy (16 września 1945)
- Order Sławy (Azerbejdżan)

I medale.